# Manmohan Singh
Manmohan Singh (in punjabi: ਮਨਮੋਹਨ ਸਿੰਘ; in hindī मनमोहन सिंह; Gah, 26 settembre 1932 – Nuova Delhi, 26 dicembre 2024) è stato un economista e politico indiano, Primo ministro dell'India per 10 anni, dal 22 maggio 2004 al 26 maggio 2014. Fu membro del Partito del Congresso Indiano guidato da Sonia Gandhi.

## Biografia
Nato a Gah (Punjab) nell'attuale Pakistan (nell'allora India Britannica), dopo gli studi in Economia e Finanze in India e a Oxford entrò a far parte del Fondo Monetario Internazionale. Svolse poi svariati incarichi nell'ONU e infine entrò in politica negli anni '90. Dal 1991 al 1996 fu ministro delle Finanze, avviando così grandi riforme per il paese. Poi dal 2005 al 2006 fu anche ministro degli Affari Esteri. Nel 2004 divenne il Primo ministro dell'India, insieme al partito di Sonia Gandhi, che rinunciò alla candidatura per non creare polemiche riguardo alla sua origine italiana anziché indiana. Nel 2009 fu riconfermato dalle elezioni per governare fino al 2014. 

## Vita privata
Sposato dal 1958 fino alla morte, ebbe tre figlie ed era di religione sikh.